# Baier (Naturschutzgebiet)
Koordinaten: 50° 44′ 44″ N, 10° 6′ 12″ O

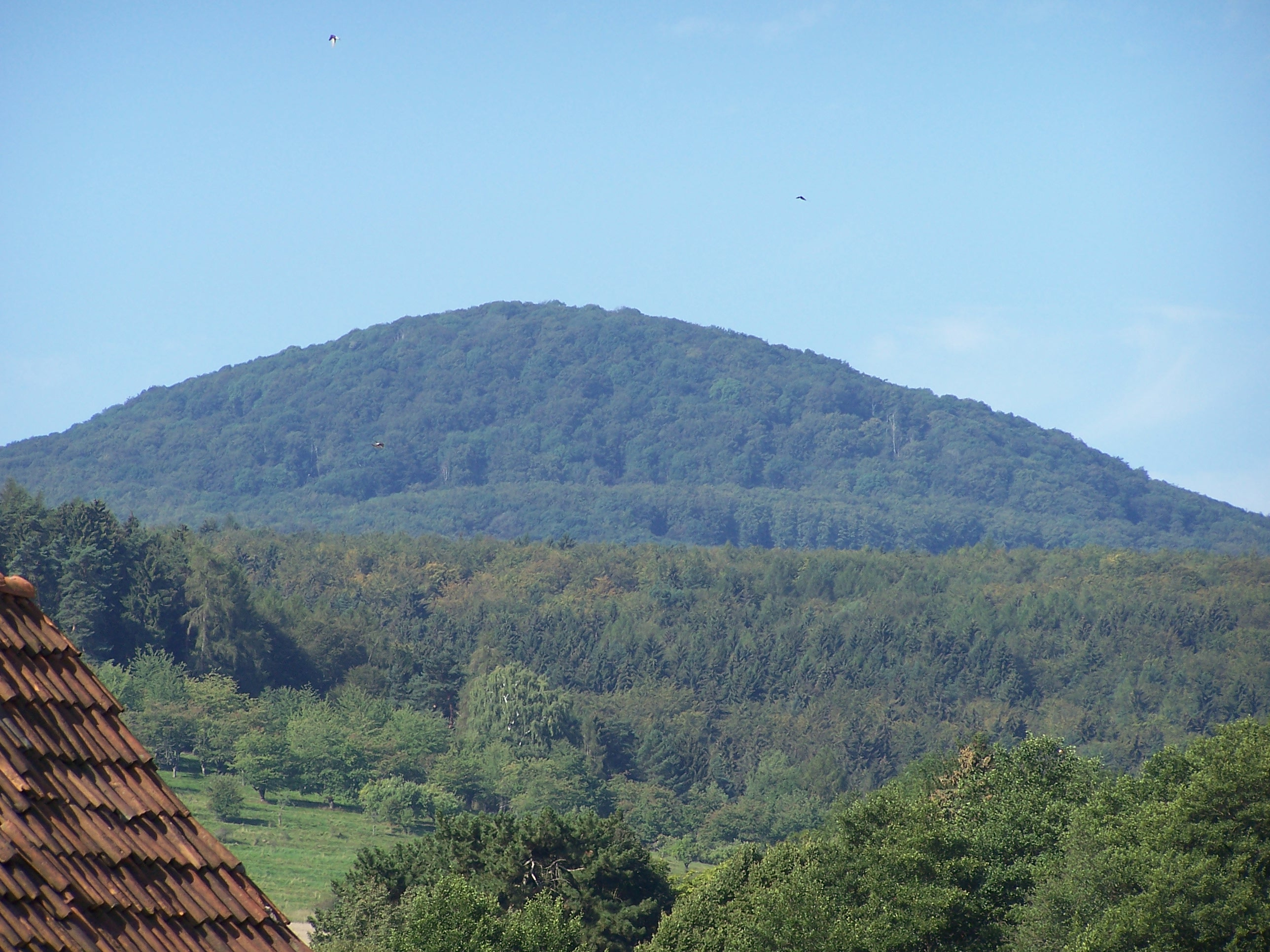
Naturschutzgebiet Baier (August 2011)

Das Naturschutzgebiet Baier liegt im Wartburgkreis in Thüringen. Es erstreckt sich östlich des Kernortes der Gemeinde Oechsen um den 713,9 Meter hohen Baier am Nordrand der Rhön herum. Westlich des Gebietes verläuft die Landesstraße L 2607 und südöstlich die B 285.

## Bedeutung
Das 63,4 ha große Gebiet mit der NSG-Nr. 232 wurde im Jahr 1990 unter Naturschutz gestellt.